# Staveley Coal and Iron Company
La Staveley Coal and Iron Company Limited est une ancienne entreprise sidérurgique, minière et chimique basée à Staveley, près de Chesterfield, dans le Derbyshire.
Fondée en 1864, elle se développe sur ces trois métiers, avant que ses charbonnages sont nationalisés en 1946, puis sa sidérurgie en 1951. Renonçant à ces deux activités, elle se renomme successivement Staveley Iron and Chemical Co Plc puis, en 1961, Staveley Industries. Sous ce nom, elle se maintient dans la chimie et se développe sur les équipements industriels.

## Sidérurgie historique à Staveley (avant 1864)
La production de fer à Staveley remonte au Moyen Âge. L'historique de cette activité est donc une histoire complexe. À l'origine de l'entreprise, on peut relever l'industrie développée par la famille Barrow. Dès 1786, la Ward and Barrow exploite un haut fourneau et, en 1806, il est fait état d'une production annuelle de 596 tonnes de fonte brute. En 1840, George Hodgekinson Barrow est un exploitant important de mines et d'usines sidérurgiques dans le secteur. Pour développer plus encore son activité, il propose la construction de deux grands hauts fourneaux, la prolongation du canal Chesterfield (en) par le bras de Norbriggs, et le fonçage de six puits de mines le long de ses rives. Une grande pompe à vapeur de 80 HP est construite pour les drainer.
À sa mort, son fils Richard Barrow lui succède. En 1862, celui-ci est propriétaire des plus importants charbonnages du Derbyshire, capables d'extraire 800 000 tonnes de ses cinq puits. L'un d'eux parvient même à produire 1 100 tonnes de houille en 24 heures. Robert Barrow exploite 3 fonderies produisant toutes sortes de pièces et, en 1862, il se montre capable de fournir en trois mois les 4 000 tonnes de poutrelles destinées à la construction d'un grand centre d'exposition.
En parallèle de cette filiation industrielle, on relève une forge que George Sitwell (en), loue, en 1652, au seigneur de Frechville au manoir de Staveley. En 1681, le premier duc de Devonshire en devient le propriétaire après avoir acheté le manoir au seigneur de Frechville. Un nouveau haut fourneau au coke est construit dans les années 1780 par W. Matler, qui loue le site, connu plus tard sous le nom de Old Works. En 1840, Richard Barrow achète ce haut fourneau et la forge. Il loue également les New Works, et construit deux nouveaux hauts fourneaux.

## Fondation et croissance (1864-1945)
En décembre 1863, Richard Barrow (of Ringwood) vend ses parts pour constituer une nouvelle société par action, la Staveley Coal and Iron Company. Le capital initial de 600 000 £ est levé en quelques jours et Richard Barrow, qui en est un des plus gros actionnaires, y siège en tant que président du conseil d'administration. Une des conditions préalables à la fondation de la société est que Charles Markham en soit le directeur général pour une durée minimale de cinq ans après la fondation.
La Staveley Coal and Iron Company Plc est enregistrée le 29 décembre 1863. Sa cotation apparaît dans les rapports des bourses de valeurs locales en 1864 en tant que Public limited company. À ses débuts, en 1864, l'entreprise emploie 3 000 personnes, extrait 1 million de tonnes de charbon chaque année et produit 20 000 tonnes/an de pièces en fonte moulée.
Sous la direction de Charles Markham (1823-1888), directeur général et ingénieur en chef en 1863, elle se développe massivement dans la production de tuyaux ainsi que dans l'extraction du charbon avec quelques charbonnages. En 1878, le capital atteint 1 326 000 £. En 1894, Charles Paxton Markham, fils aîné de Charles Markham, prend la direction de l'entreprise, qu'il conserve jusqu'en 1926. Au début de son mandat, l'entreprise produit 700 000 tonnes/an de fonte, et exploite 11 puits de mines qui emploient 4 329 personnes. En 1905, la production a crû jusqu'à 2 500 000 tonnes/an : le complexe sidérurgique est une usine géante selon les standards de l'époque.
La présence d'une cokerie permet le développement d'une activité dans l'industrie chimique. Elle commence avec la production de benzol, de sulfate d'ammonium et de goudron de houille. En 1912 commence la distillation de goudron de houille, qui permet l'obtention de naphta, de créosote, de naphtalène, d'anthracène, d'acides organiques et de poix. La production de se diversifie : en 1913, une partie de l'usine est notamment destinée à la production d'acide sulfurique par le procédé de contact.
Pendant la Première Guerre mondiale, l'entreprise développe ses activités en chimie au-delà des produits dérivés du charbon et du goudron, et se lance dans la production d'acide nitrique, de nitrobenzène, d'aniline. Pendant la guerre, elle produit également de l'acide picrique, du TNT et de la nitrocellulose. À la fin des hostilités, elle se lance dans la production de composés organochlorés et, pour cela, acquiert les gisements de sel gemme de Sandbach, dans le Cheshire. Le sel est alors extrait par une filiale spécialement créée, la British Soda Company, et est utilisé pour alimenter une nouvelle installation d’électrolyse au mercure. Le procédé utilisé est le procédé Castner-Kellner. Mais les installations nécessaires n'étant pas commercialisées, les cellules d'électrolyse sont construites avec l'aide de techniciens débauchés chez Castner-Kellner, qui les mettent en service en 1922. Celles-ci sont améliorées en 1926 en partenariat avec l'entreprise Krebs, et sont connues sous le nom de cellules Krebs-Staveley. L'installation reste en service jusqu'à la fin des années 1950, où elle est remplacée par des cellules faites en Allemagne.
Les années 1920 voient aussi se développer et rationaliser l'extraction de charbon : 7 puits sont actifs en 1923, dans lesquels travaillent 8 119 personnes. La mine Dowell est fermée en 1925, alors qu'en 1926, la mine Barlbro (ou Barlborough) est agrandie et que 30 fours à coke sont rallumés, portant la capacité de la batterie à 65 fours. La rationalisation continue : en 1993, 5 puits emploient 6 950 personnes, 6 600 en 1940, 5 738 en 1947. Cette modernisation est parfois interrompue par des drames, comme le 10 mai 1938, où un coup de grisou et de poussier tue 79 mineurs au puits Markham 1.
Une autre production de dérivé du sel est le chlorate de sodium. L'entreprise est la première de Grande-Bretagne à en produire, l'installation étant opérationnelle en 1938. En 1950, la Staveley Coal and Iron Co est désignée par l'Imperial Chemical Industries (ICI) comme l'un de ses principaux concurrents dans la production de soude caustique.

## Nationalisations du charbon puis de l'acier (1946-1960)

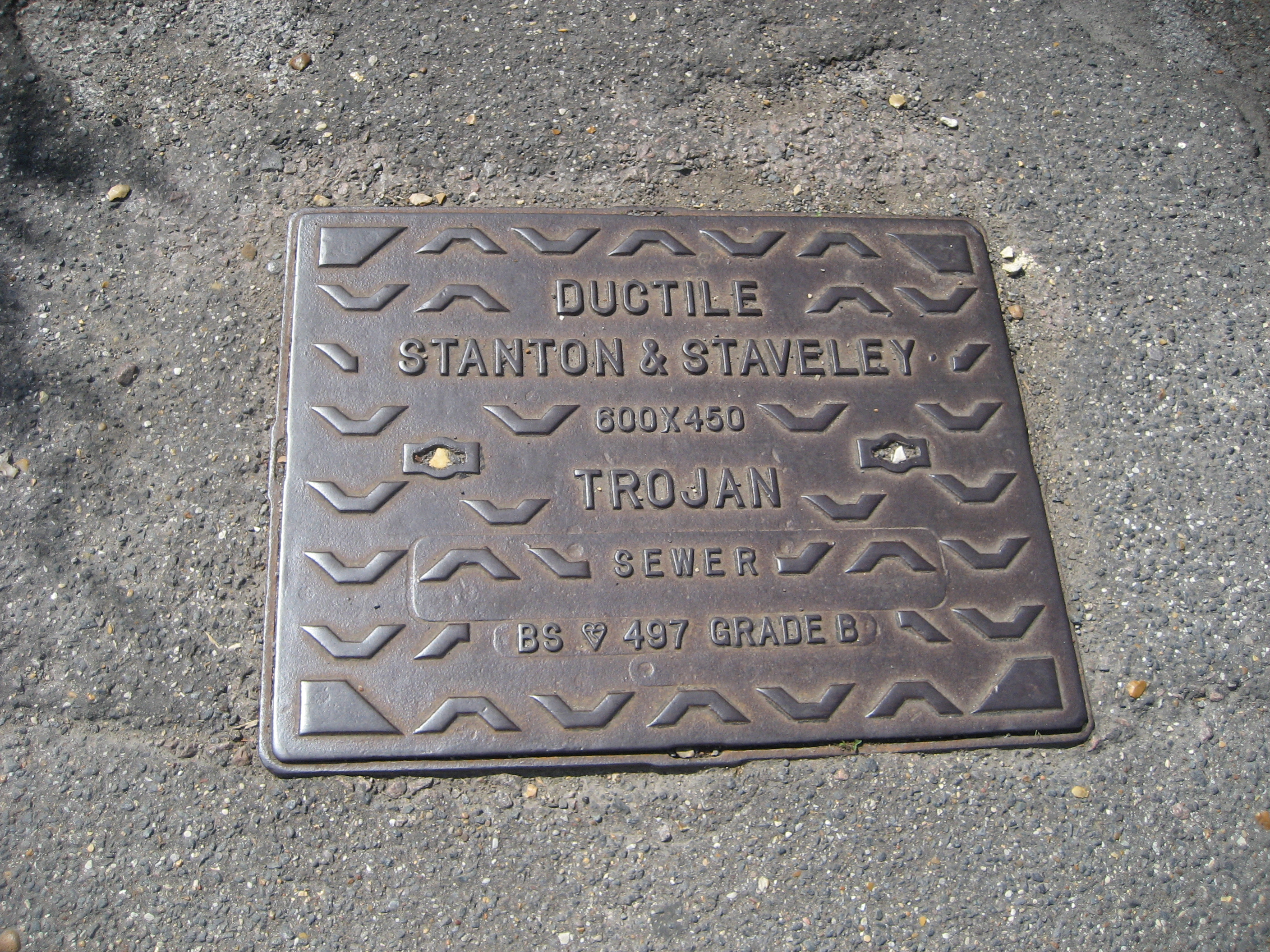
Plaque d'égout de la Stanton and Staveley Ltd.

En 1946, les charbonnages de l'entreprise sont nationalisés et passent sous le contrôle de la National Coal Board (en). Par conséquent, en 1948, la Staveley Iron and Chemical Co Plc est créée en tant que filiale de la Staveley Coal and Iron Co.
En 1951, c'est au tour de l'Iron and Chemical d'être nationalisée par le gouvernement travailliste de Clement Attlee, au sein de l'Iron and Steel Corporation of Great Britain (en), qui concentre l'industrie sidérurgique britannique au moment de sa nationalisation.
Mais en 1953, le troisième gouvernement Churchill, reprivatise l'industrie nationalisée par le gouvernement précédent. The Iron and Steel Holding and Realization Agency, structure chargée de sa privatisation, amorce donc la mise en vente de l'Iron and Chemical. Mais les managers de la société mère, la Coal and Iron, échaudés par les difficiles négociations lors de la nationalisation des charbonnages, renoncent au rachat.
En 1960, la Staveley Iron and Chemical Co, qui compte cinq mille employés, est finalement revendue à Stewarts & Lloyds Ltd pour 6 M£. Une fusion avec la Stanton Ironworks, entreprise sidérurgique de neuf mille employés basée à Ilkeston est immédiatement lancée, afin de créer la Stanton and Staveley Ltd. Par la suite, en 1967, Stewarts & Lloyds est absorbé dans l'ensemble nationalisé British Steel Corporation, apportant ses usines sidérurgiques de Stanton and Staveley.
Dans les années 1980, le site de Staveley est vendu par la British Steel Corporation, qui se sépare de toutes les activités annexes à la sidérurgie. Au début du XXIe siècle, l'activité sidérurgique a disparu du site.

## Consolidation dans l'industrie générale et la chimie (depuis 1961)
En 1961, les usines sidérurgiques ayant été vendues, Staveley Coal and Iron Co change de nom pour devenir Staveley Industries. Ce changement illustre l'adoption une nouvelle stratégie fondée sur les équipements industriels et la chimie. Les acquisions se succèdent pour renforcer la position de l'entreprise dans les équipements industriels :
- 1965 : achat de Craven Brothers, constructeur — déficitaire — de machines industrielles ;
- 1966 : achat de Asquith Machine Tool Corporation, dont l'intégration permet la constitution d'une nouvelle division d'équipements électriques. Celle-ci est encore renforcée par l'achat, la même année, de Colston Electrical Co ;
- 1967 : achat de H. J. Couzens, de Kendall & Gent ainsi que de l'entreprise américaine LaPointe Machine Tool Co.

La branche chimie est également renforcée en 1966, grâce à une fusion avec Cerebos Ltd. Le nouvel ensemble, nommé British Salt Ltd, appartient aux trois quarts à Staveley Industries. Une nouvelle usine est construite dans le secteur de Sandbach-Middlewich.
Ainsi Staveley Industries abandonne définitivement la sidérurgie et se recompose en 4 divisions : la chimie, l'équipement électrique, les machines-outils et les fonderies-abrasifs.
Au début des années 1970, la division de construction de machines industrielles s'avère structurellement non rentable, car composée d'entreprises achetées rapidement, sans que des synergies aient pu être développées. Une restructuration est alors menée et l'entreprise renoue avec les profits dès 1975.
En 2007, ne reste qu'une usine de production de p-aminophénol destiné à la production de paracétamol. Celle-ci ferme en juin 2012, mettant fin à cent ans de production chimique à Staveley. La marque Staveley Chemicals est mise en sommeil, et l'usine démantelée.